# Maquillage
 (janvier 2021).
Si vous disposez d'ouvrages ou d'articles de référence ou si vous connaissez des sites web de qualité traitant du thème abordé ici, merci de compléter l'article en donnant les références utiles à sa vérifiabilité et en les liant à la section « Notes et références ».

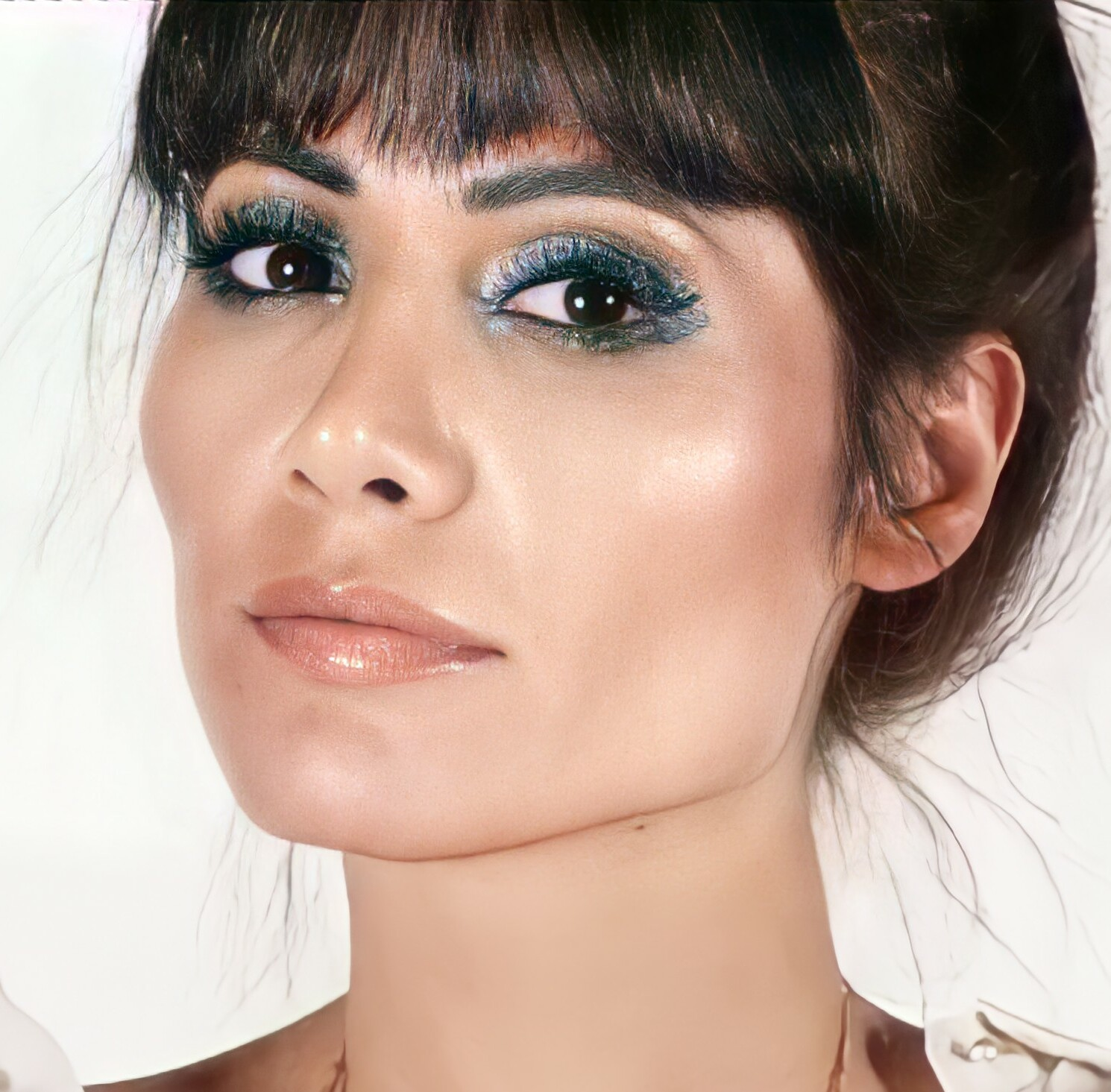
Une femme portant du maquillage.

Le maquillage est l'utilisation de produits cosmétiques pour l'embellissement du visage, notamment de sa peau, et la modification des traits du visage et du corps pour la création de personnages au cinéma ou au théâtre. 
Le maquillage englobe la beauté, la réalisation de monstres dans le cadre des effets spéciaux, le maquillage artistique et encore la peinture corporelle, appelée aussi body-painting.
Dans les domaines audiovisuels ou de la mode, le maquillage est réalisé par un professionnel, le maquilleur.

## Historique

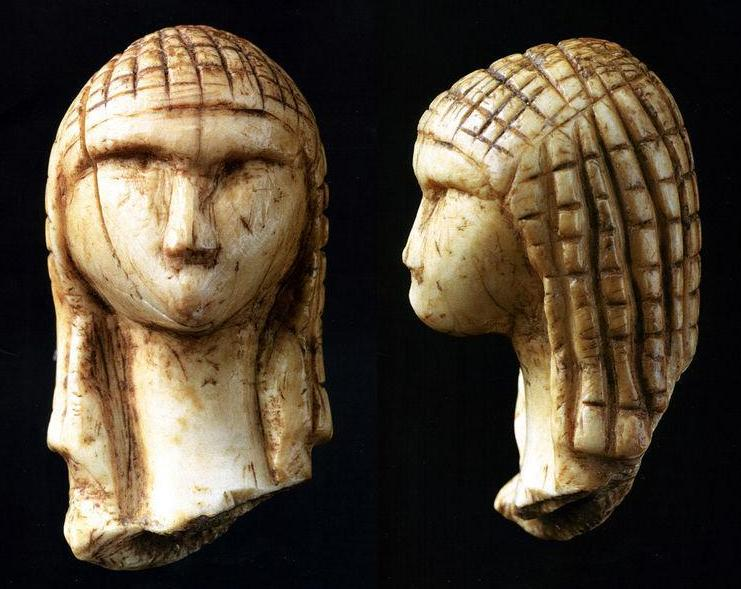
La Dame de Brassempouy : maquillage dès la Préhistoire ?

### Étymologie
Le mot « maquillage » a été introduit dans certaines langues et dans la langue française au XIXe siècle,.

### Préhistoire
Dès ses origines, le maquillage est utilisé par tous les genres.
Le maquillage, comme les cosmétiques est très anciens, probablement utilisés dès la Préhistoire pour pratiquer des rites chamaniques, des cultes funéraires ou de la fertilité. 

### Antiquité

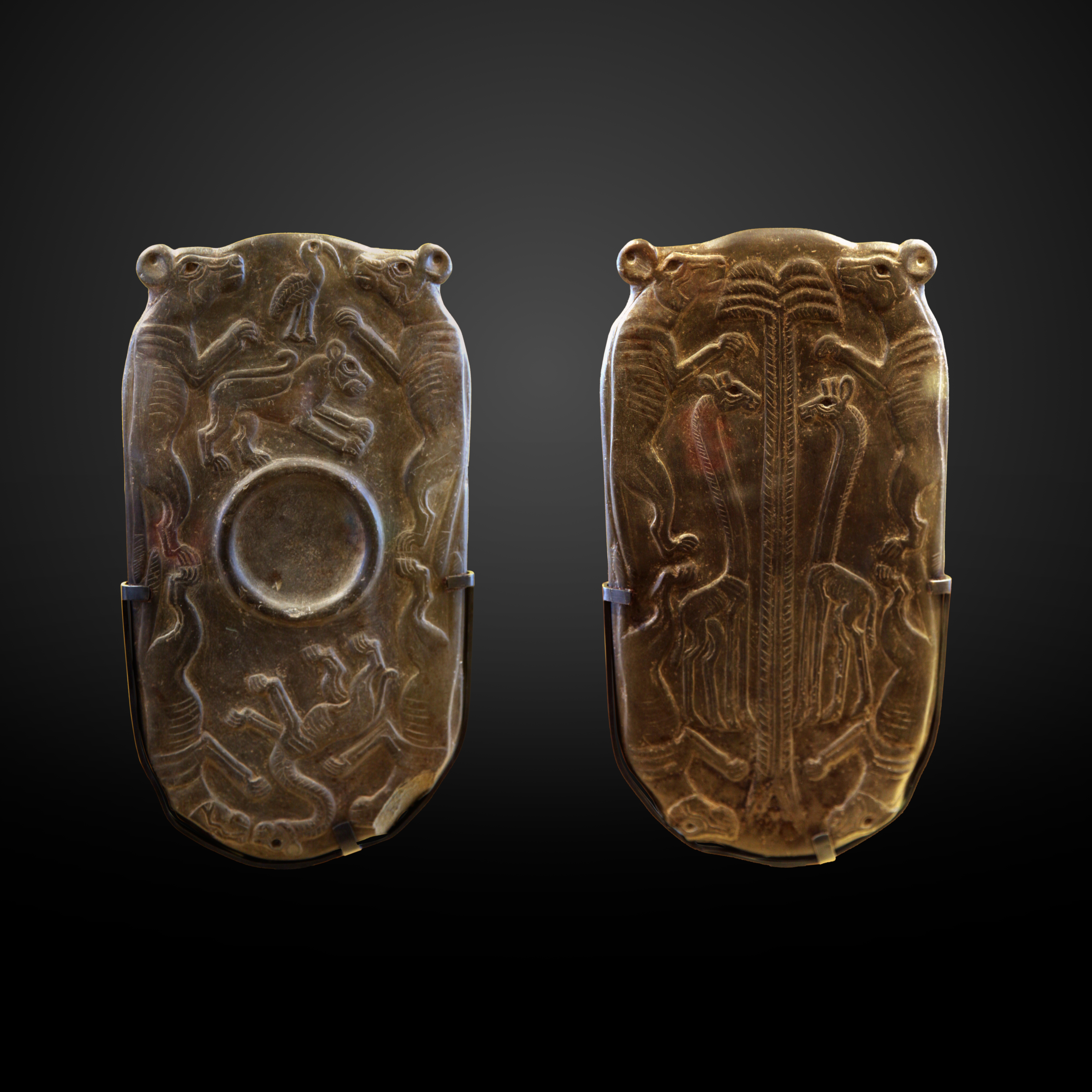
Palette à fard égyptienne.

Dans l'Égypte ancienne, améliorer son apparence relevait aussi d'un sens spirituel. Une perruque volumineuse sculptée dans de la cire d'abeille exprimait par exemple un symbole très fort, qui reliait son porteur à Hathor, la déesse des festivités et de l'amour. Les fards à paupières verts (wadju) pouvaient invoquer sa protection. Les Égyptiens préféraient se raser le crâne. Les puissants et les riches se faisaient confectionner des perruques en cheveux travaillés pris aux esclaves, qu'ils coiffaient lors des cérémonies. Cette coutume se perpétua, y compris auprès des dynasties blanches (Hyksos, Grecs), après leur accession vers - 1800. 
Après la mort, les cosmétiques devaient créer une apparence juvénile et fertile, jugée essentielle pour renaître dans l'au-delà. Utilisé par les deux sexes, le maquillage possédait également des vertus plus terre à terre. Le fard à paupières noir - appelé mesdemet dans l'Antiquité et pour lequel le mot arabe khôl s'emploie aujourd'hui - aurait éloigné les mouches, protégé des rayons aveuglants du soleil et joué un rôle de désinfectant, grâce au sulfure de plomb et au chlore qu'il contenait. Dans le climat très sec de l'Égypte, les huiles et les crèmes, souvent parfumées, hydrataient la peau. De nombreux traitements antirides existaient aussi. Les femmes portaient également des cônes de graisse parfumée. Pour certaines cérémonies, les femmes accentuaient leurs veines avec une poudre bleutée. Elles se maquillaient parfois les mamelons en or et les ongles avec du rouge ou de l'orangé grâce au henné. Les joues sont maquillées avec de la vase rouge et les lèvres avec du carmin.

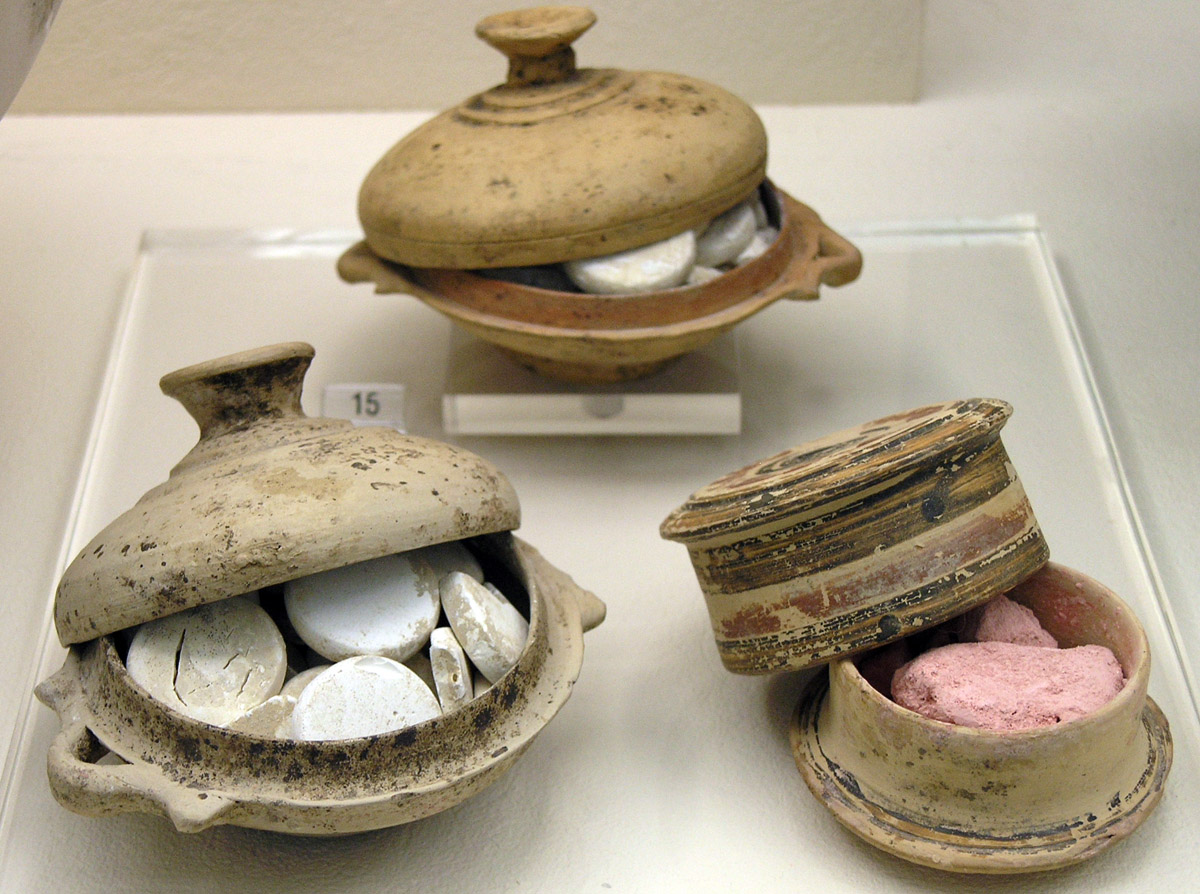
Deux bols à couvercle avec pastilles de maquillage, pyxide avec un fard rougeâtre (Grèce, Ve siècle s. av. J.-C.)

Les caravanes qui acheminent les épices et la soie en Europe, introduisent les cosmétiques et le maquillage en Grèce (il ne se développe vraiment qu'à partir du IIIe siècle, étant auparavant plutôt un attribut des courtisanes) et dans l'Empire romain (ainsi Néron et Poppée se maquillent avec les mêmes produits au Ier siècle) : le khôl est parfois remplacé par un fard à base de safran, d'antimoine, du liège brûlé, de suie ou de cendres, les joues sont rosies par de la mûre ou de la ronce écrasée, de l'orcanette voire du cinabre. Beaucoup de produits de l'époque à base de métaux (plomb, mercure) étaient toxiques, détruisant l'apparence de la peau et provoquant un vieillissement prématuré de cette dernière. Des traités de cosmétique sont écrits à cette époque : L'art d'aimer, Les remèdes de l'amour, Les produits de beauté pour le visage de la femme d'Ovide, traité aujourd'hui perdu d'Aspasie. Cette activité qui visait à atteindre un idéal de beauté était sujette à des controverses religieuses et philosophiques dès l'époque grecque.

### Moyen Âge et Renaissance
C'est au retour des croisés que le maquillage se répand en Europe du Nord où il n'était utilisé que pour les peintures rituelles. Dès le XIIIe siècle, les nobles usent de fond de teint, de teinture à cheveux et de parfum. Au XVIe siècle, les femmes se poudrent à la céruse et à l'ocre rouge et se colorient les lèvres avec un mélange de teinture de cochenille. Les yeux, contrairement à la période antique, ne sont jamais maquillés pour ne pas trahir ces « miroirs de l'âme ».

### Grand Siècle
Dès le XVIIe siècle, le maquillage est utilisé dans toutes les classes sociales, les classes les plus aisées utilisant par préciosité des fards à base de poudre d'or, d'argent, de pierres précieuses. Les manuels de civilité aux XVIe et XVIIe siècles recommandent de ne pas ouvrir la bouche, symbole d'oralité et d'animalité, aux dents gâtées depuis l'introduction du sucre en Occident. Ainsi, le maquillage omet la bouche en ces siècles. Les fards à base de substances métalliques, empruntés aux arts de la peinture et de la miniature, continuent à être très toxiques : « sublimé de mercure » au XVIe siècle, céruse, bismuth et étain de glace pour les fards blancs, sulfure de mercure (cinabre, vermillon de mercure) ou minium pour les fards rouges à partir du XVIIe siècle. Le teint des aristocrates est toujours recouvert d'impressionnantes couches de poudre à base de blanc de céruse, rehaussé par du fard à joue. Ils se font dessiner, avec une poudre minérale (le bleu de cobalt) un réseau de veines sur leurs tempes ou leurs cous, pour montrer leur appartenance à la noblesse de « sang bleu » qui serait ainsi visible extérieurement. Jusqu'au début du XIXe siècle, les cosmétiques contiennent du plomb, dangereux pour la santé.

### Depuis leXXesiècle

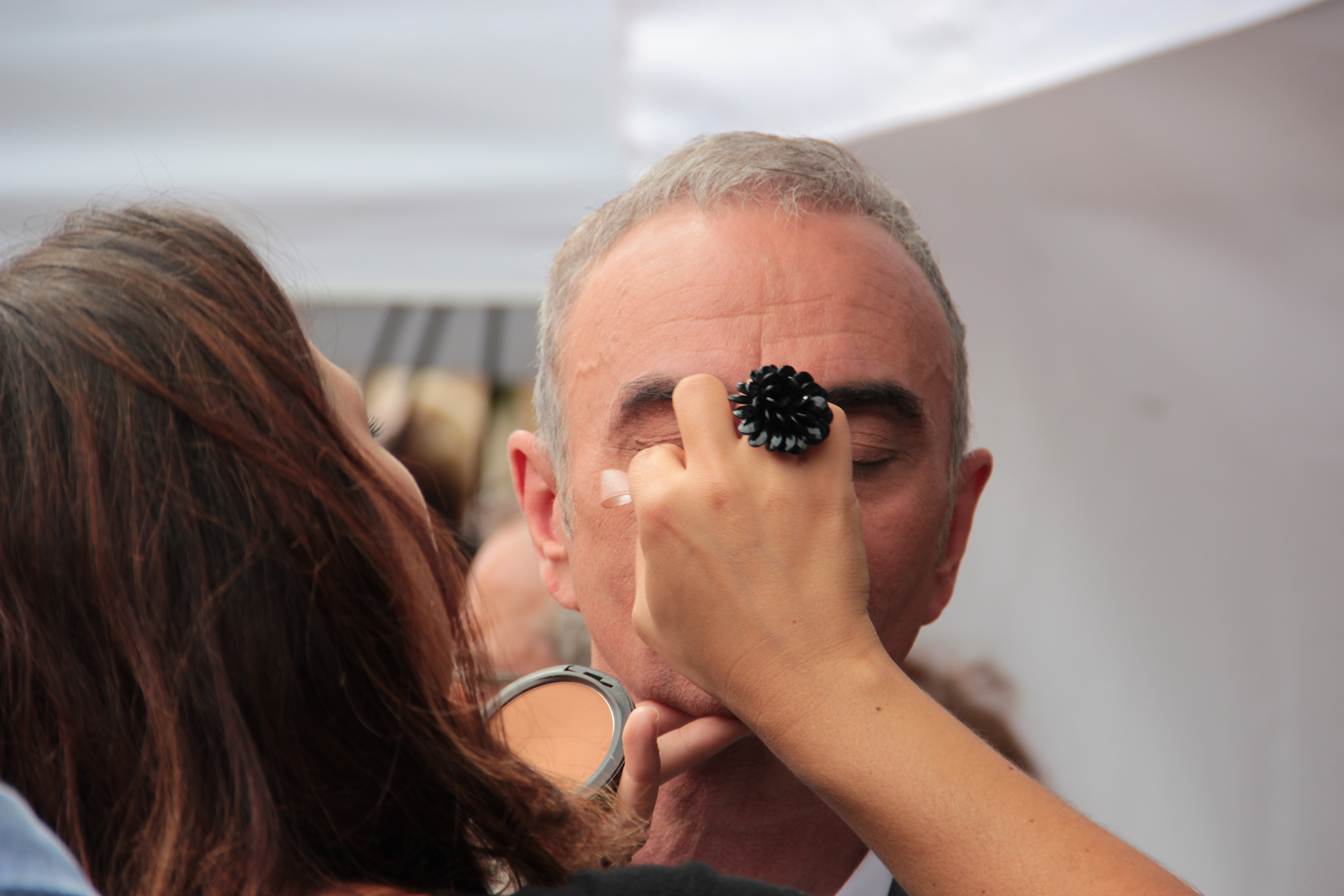
Le chanteur Jean-Pierre Mader se fait maquiller pendant une émission de télévision.

Le maquillage moderne a été popularisé par le cinéma dans les années 1920.
La télé étant en noir et blanc , les techniques mis en avant pour jouer sur la perception des jeux d'ombre est le contouring et le modelling.
Les produits modernes sont testés en laboratoires et fabriqués avec des produits neutres comme le talc, le kaolin, l'amidon de riz, auxquels sont ajoutés des huiles et des colorants de synthèse. Les progrès de la recherche en cosmétologie ont permis de développer des produits de maquillage et de soins pour le visage sans risques pour la santé ni la peau.

## Produits

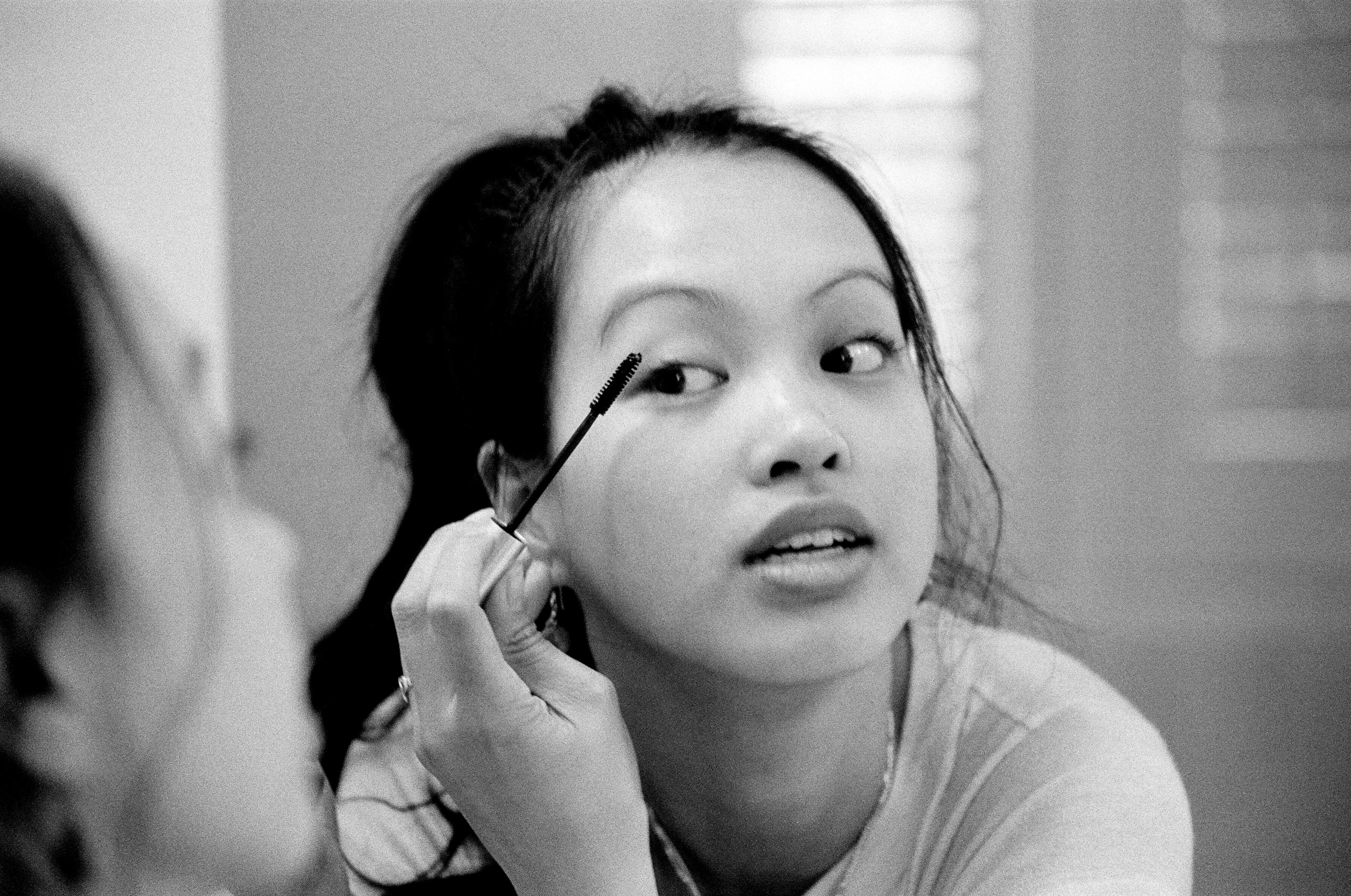
Personne se maquillant.

Certains produits sont utilisés plus fréquemment que d'autres car ils composent des codes sociétaires concernant les femmes. Les plus courants sont le vernis à ongles ; l'anti-cerne ; l'autobronzant ; le ligneur (dit eye liner) ; le fard comprenant le fard à joues (dit le blush), le fard à paupières (dit ombre à paupières), le fard à cils (semblable au mascara), le fard à lèvres (dit le rouge à lèvres) ; le fond de teint ; le khôl (crayon conçu pour l'intérieur de l'œil); le crayon pour les yeux; le mascara ; la poudre ; le gloss (dit le brillant à lèvres) ; le rimmel ; sans oublier le démaquillant.
Les hommes peuvent aussi les utiliser ; ils passent outre des stéréotypes. Tous font partie d’un ensemble utilisé le plus souvent par les femmes pour se rendre superficiellement en beauté sans intention artistique. Mais de nos jours, il est fréquent de voir un homme avec du maquillage. Ce monde évolue et les stéréotypes aussi. 
- La crème hydratante est indispensable[réf. nécessaire] avant tout produit appliqué sur la peau. Mais elle ne protège pas la peau des produits de maquillage. Il faut donc appliquer une base de teint qui fera office de barrière. Il y en a de toutes sortes: fluide, crème, mousse, stick. La base permet aussi d'éviter les taches disgracieuses de fond de teint aux endroits où la peau est la plus sèche. Il ne faut pas multiplier les couches au risque de voir son maquillage ne pas accrocher et donc ne pas tenir sur la durée.

- Le fond de teint sert à unifier le teint et à couvrir les défauts minimes de la peau (ex. : légères rougeurs). Sa couleur doit être la plus proche de la couleur naturelle de la peau pour éviter le risque de démarcations au niveau du cou. En aucun cas, le fond de teint ne sert à avoir l'air bronzé ! Il existe plusieurs formes de fond de teint : fluide, crème, stick, mousse, poudre compacte.

- La crème teintée ou bb crème est un produit plus léger que le fond de teint. Elle sert à nourrir et à unifier le teint. Il suffit de la réchauffer entre ses doigts et de l'appliquer comme une crème classique.

- Une base matifiante peut être utile si la peau a tendance à luire au cours de la journée. D'autre part, des papiers matifiants permettent d'absorber le sébum excédentaire avant une retouche par exemple.

- La poudre libre sert à fixer le fond de teint et le correcteur ou anti-cernes mais s'applique avant le fard à joues.

- La poudre compacte peut être utilisée comme fond de teint traditionnel, pour faire des retouches au cours de la journée ou encore pour creuser les joues des visages ronds.

- L'anti-cernes ou correcteur sert à camoufler les imperfections (boutons, cernes, taches de (dé)pigmentation…). Il est généralement d'un ton plus clair que la couleur de la peau. Il existe des correcteurs de couleur, notamment vert et orange. Le vert est supposé camoufler les rougeurs diffuses du visage, et l'orange le bleu des hématomes ou des veines faciales. Ces correcteurs sont utilisés par transparence avant l'application du fond de teint.

- Le fard à paupières existe sous plusieurs formes : sec (poudre pressée ou libre) ou gras. Pour un maquillage simple et assez naturel, deux couleurs sont conseillées : une claire et une autre plus foncée. Par exemple, poser la couleur foncée sur la partie mobile de la paupière et la plus claire dans le coin interne de l'œil ainsi que sous le sourcil. Presque tout est possible en maquillage mais en général les couleurs les plus claires se placent dans le coin interne de l'œil et les plus foncées au coin externe pour agrandir et illuminer le regard.

- L'eye-liner sert à souligner le regard. Il existe plusieurs types d'eye-liner : eye-liner cake ou gel, fluide, feutre ou encore un simple crayon (khôl). Leur utilisation diffère un peu selon la texture mais en général, on tire un trait continu du coin interne de l'œil jusqu'au coin externe. Il existe plusieurs manières de dessiner le trait en fonction de la forme de l'œil et de l'effet désiré. La fonction du (khôl) : ce produit sert aussi à redessiner les sourcils et protège les yeux contre les infections qui est utilisé depuis l'Égypte ancienne.

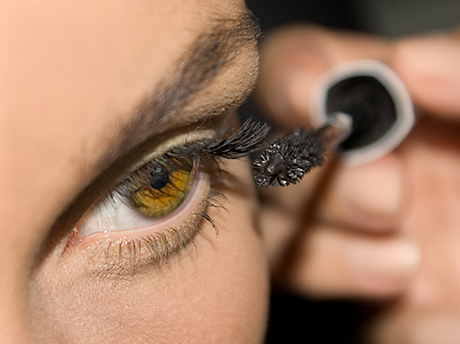
Pose du mascara

- Pose du mascaraLe rôle du mascara est d'ouvrir le regard en recourbant et allongeant les cils, de donner de la profondeur et de finaliser le maquillage des yeux. Le mascara se pose en regardant vers le bas, en plaçant la brosse à la base des cils et en remontant le long des cils en effectuant des petits aller-retour. Si les cils sont peu courbés, on peut utiliser un recourbe-cils.

- Le crayon à sourcils permet d'intensifier ou de redessiner la courbe du sourcil. La couleur doit être la plus proche possible de celle des sourcils. Pour combler d'éventuels « trous » dans le sourcil, dessiner de petits traits en imitant les poils.

- Le fard à joues ou blush sert à définir les pommettes, les accentuer et donner bonne mine. La pose la plus courante et la plus simple consiste à sourire exagérément et de poser le fard sur les pommettes. Le fard existe en poudre, en mousse ou en crème mais les crèmes sont à proscrire sur les peaux grasses.
- La poudre de soleil aussi appelé "terre indienne" ou "bronzer" est une poudre orange-maron qui imite le bronzage et donne bonne mine. L'erreur la plus courante est d'en mettre sur tout le visage. L'idéal est d'en appliquer sur les endroits où le soleil tape. La meilleure façon de l'appliquer est en partant du haut du front et en traçant en trois.

- Le baume à lèvres est indispensable avec ou sans rouge à lèvres ou gloss. Il hydrate et protège les lèvres.

- Le crayon à lèvres définit le contour des lèvres et empêche le rouge à lèvres de filer. Il permet de corriger une éventuelle asymétrie. On le choisit neutre et plus clair que le rouge à lèvres, idéalement, il doit être invisible.

- Le rouge à lèvres est la touche finale du maquillage. Si les yeux sont déjà fort maquillés mieux vaut choisir des teintes neutres, naturelles et discrètes. Il se présente sous la forme d'un bâton ou d'encre.
- Le gloss sert à faire briller les lèvres et à donner du volume par effet d'optique. Le gloss existe en versions colorées ou non, irisées ou non. S'il est teinté, il peut éventuellement remplacer le rouge à lèvres.
- L'highlighter (en) (touche lumière ou enlumineur de teint en français) est un produit pailleté qui se présente sous forme de fard, de crème ou de fluide. Il s'applique sur les endroits de la peau que l'on souhaite mettre en avant. Les paillettes attirent le regard et créent ainsi du volume. On peut l'appliquer sur l'arrête du nez, le haut des pommettes, sous les sourcils, ou encore sur l'arc de cupidon pour grossir les lèvres par effet d'optique.
- Le spray fixateur sert à fixer et à prolonger la tenue du maquillage en créant une barrière imperceptible contre les agressions extérieures telles que la chaleur, l'humidité ou encore la pollution.

### Maquillages célèbres au cinéma
- Maquillage de Jean Marais dans La Belle et la Bête (1946) : 3 heures pour fixer le masque de la bête et 1 heure pour chaque griffe. Les dents étaient accrochées à celles de l'acteur par des petits crochets.[réf. nécessaire]
- Frankenstein (1931) : paupières en cire et maquillage normal[réf. nécessaire]
- Dracula (1931) : fond de teint blanc[réf. nécessaire]
- Première version de La Planète des singes en 1968 : cela a demandé des heures de maquillage en 1968. Au fil du temps, de nombreux réalisateurs ont repris ce film (J.Lee Thompson, Tim Burton...) donc les moyens utilisés ont également changé. Tim Burton utilise en 2001 des prothèses pour les singes et en 2011, dans le film de Rupert Wyatt et celui de Matt Reeves, les singes ne sont plus des acteurs maquillés mais des primates complètement numériques.[réf. nécessaire]
- Et tous les autres maquillages notables au cinéma... : Ca de « IL » est revenu de Tommy Lee Wallace en 1990, « Le Joker » dans Batman de 1966...[réf. nécessaire]

## Maquillage permanent

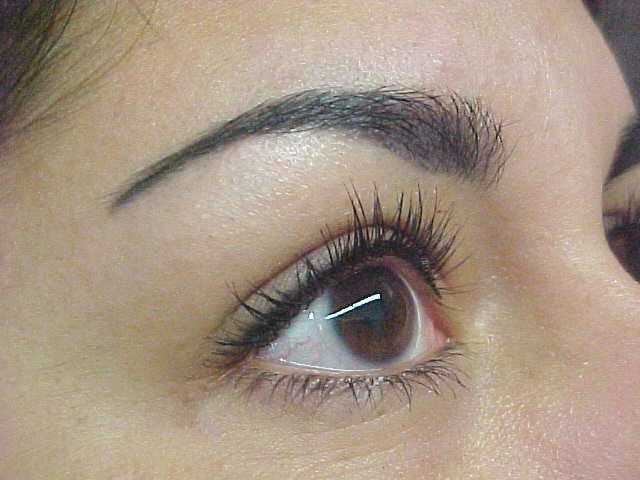
Maquillage permanent sur le sourcil.

Un maquillage permanent est une dermopigmentation des premières couches de la peau réalisée par tatouage afin de simuler un maquillage avec des cosmétiques. Cette pigmentation a la particularité d'être pérenne : elle se maintient plusieurs années, allant de 3 à 10 ans en fonction de l’âge, la peau et les soins que reçoit la peau.
Cette technique est souvent utilisée pour pigmenter les zones suivantes : sourcils, yeux (trait noir au-dessus de l’œil), lèvres et les joues (afin de masquer ou au contraire créer des taches de rousseur).
Le maquillage permanent peut également être utilisé dans certains cas pour masquer des cicatrices, on parle alors de maquillage permanent esthétique.
Le maquillage permanent est une technique de tatouage par « effraction cutanée ».

## Galerie

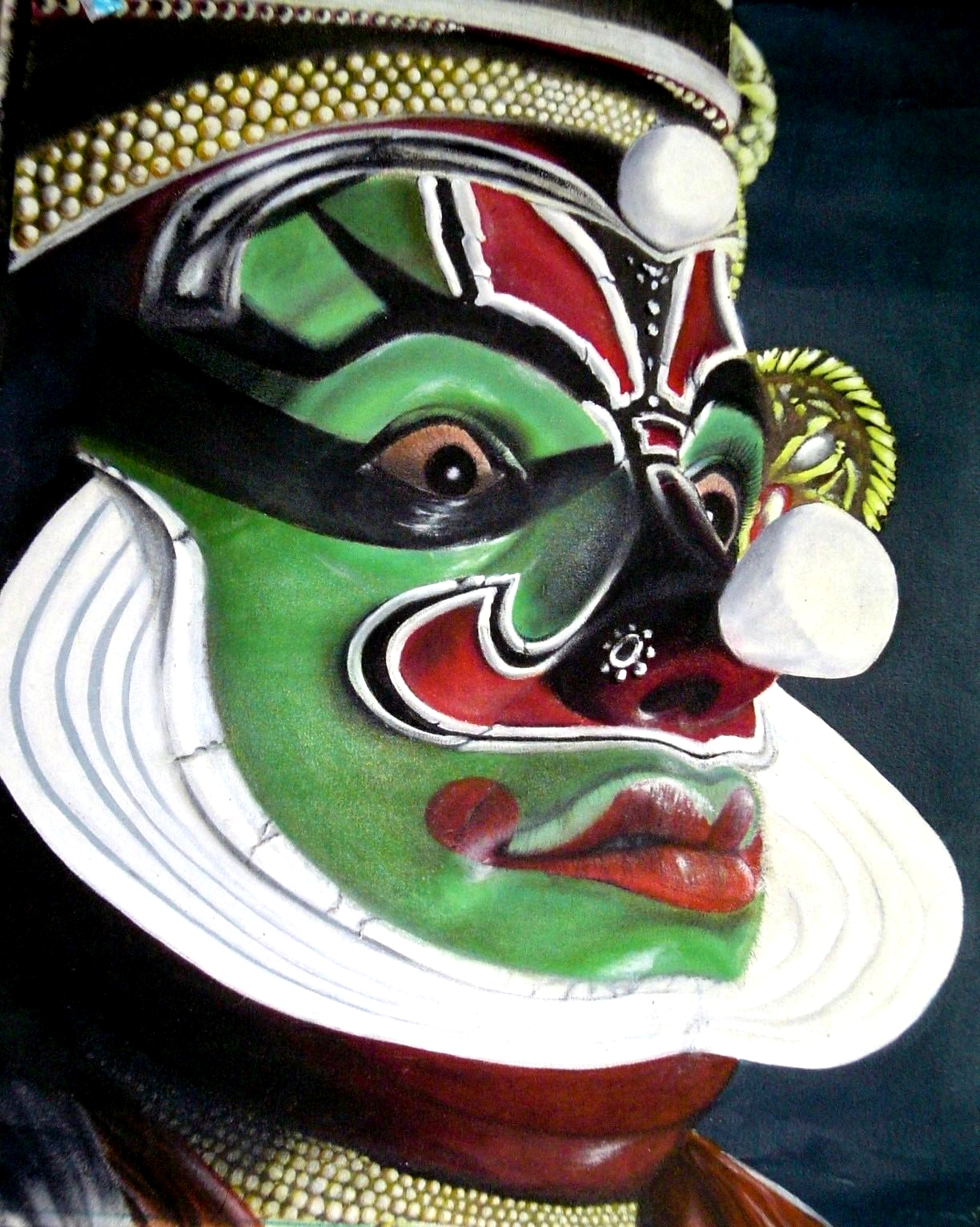
Maquillage de scène.
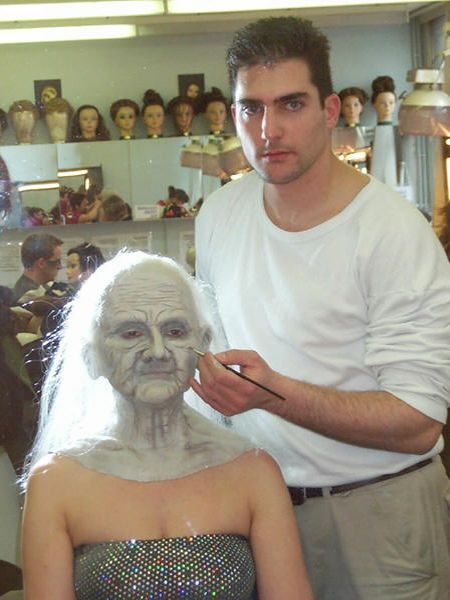
Maquillage de cinéma pour un film d'épouvante.
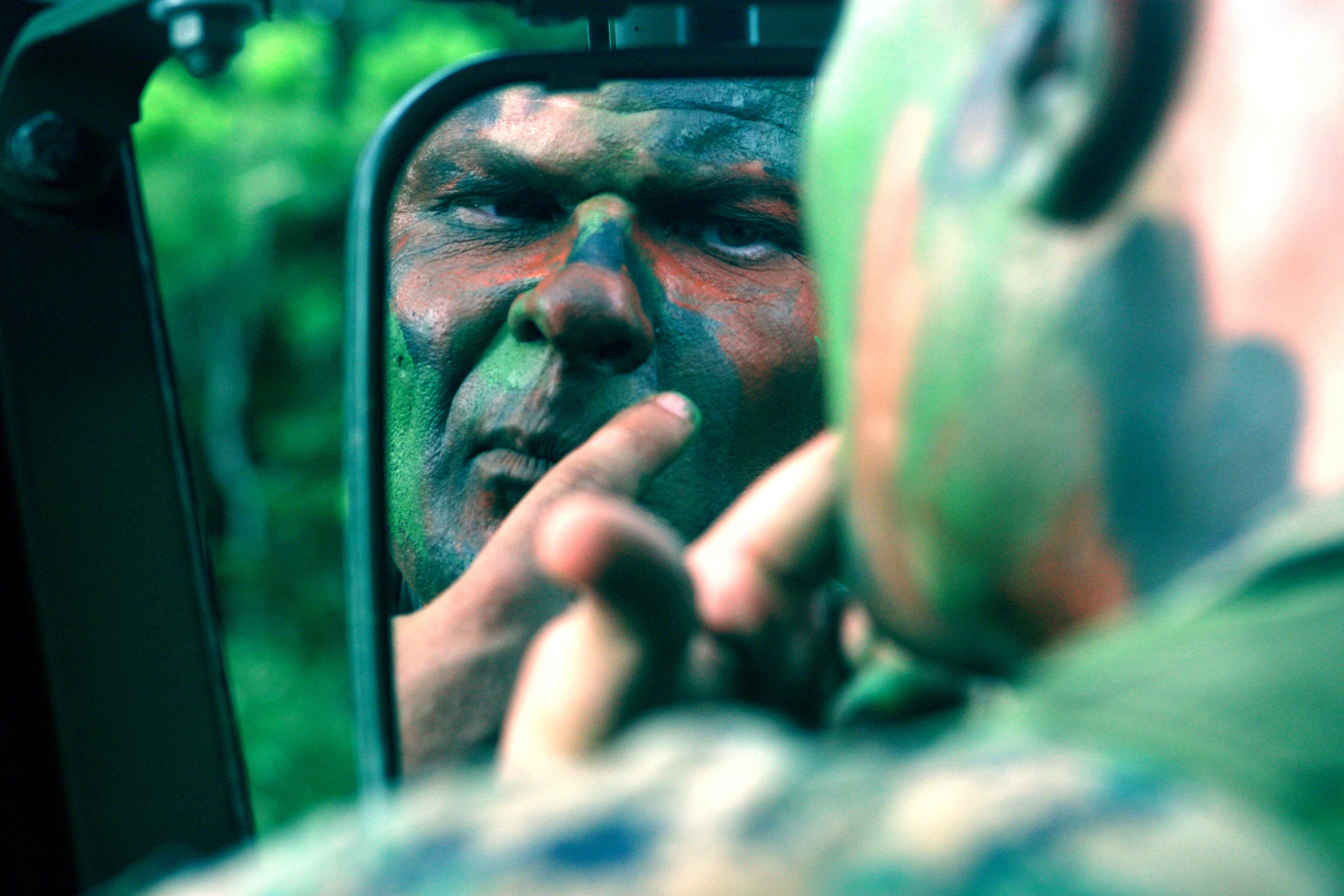
Maquillage de camouflage dans l'armée.
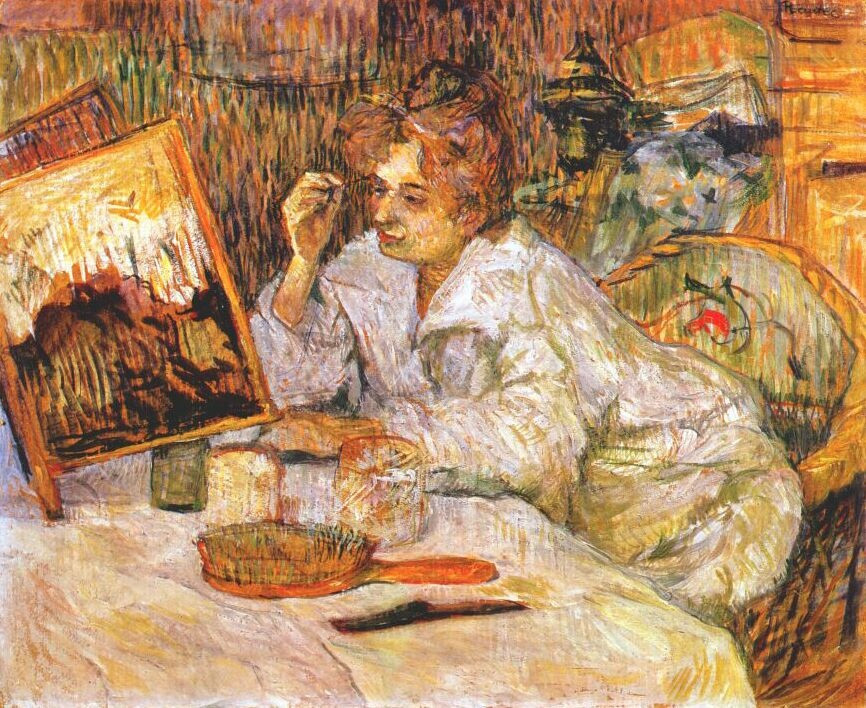
Par Toulouse-Lautrec.
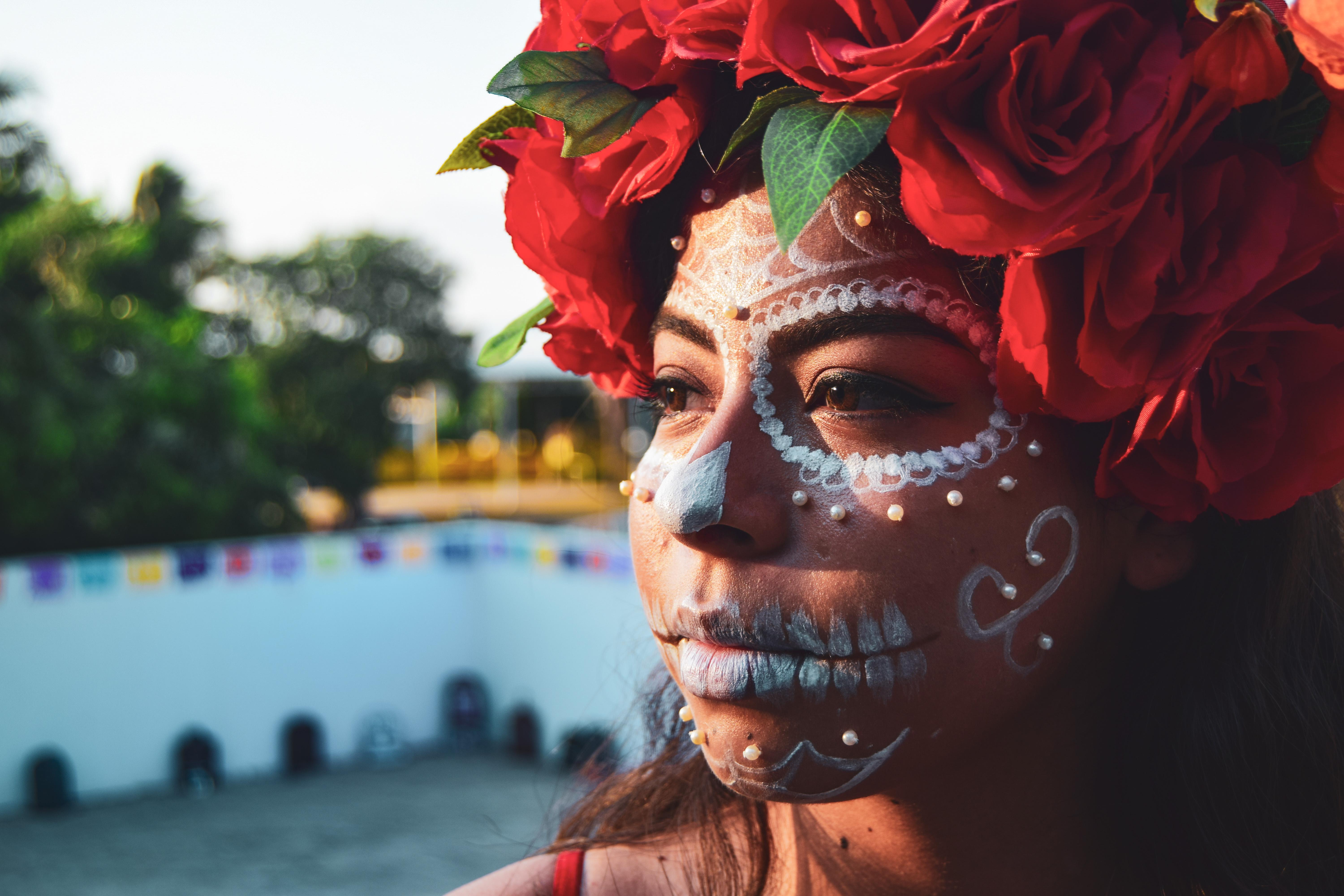
Adolescente arborant un maquillaje de la Catrina lors d'une fête le Jour des morts (Día de Muertos), Mexique
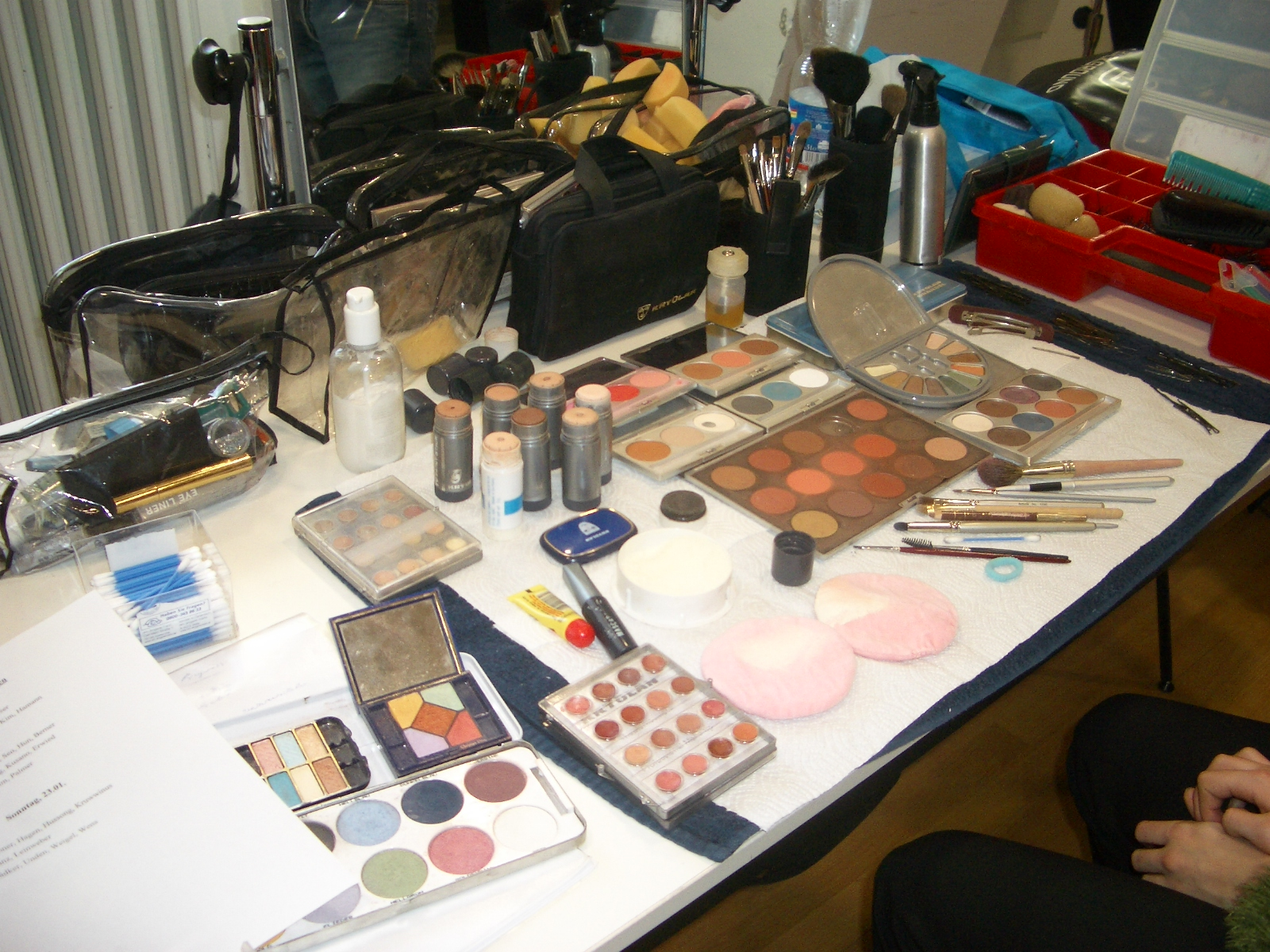
Table de maquillage.
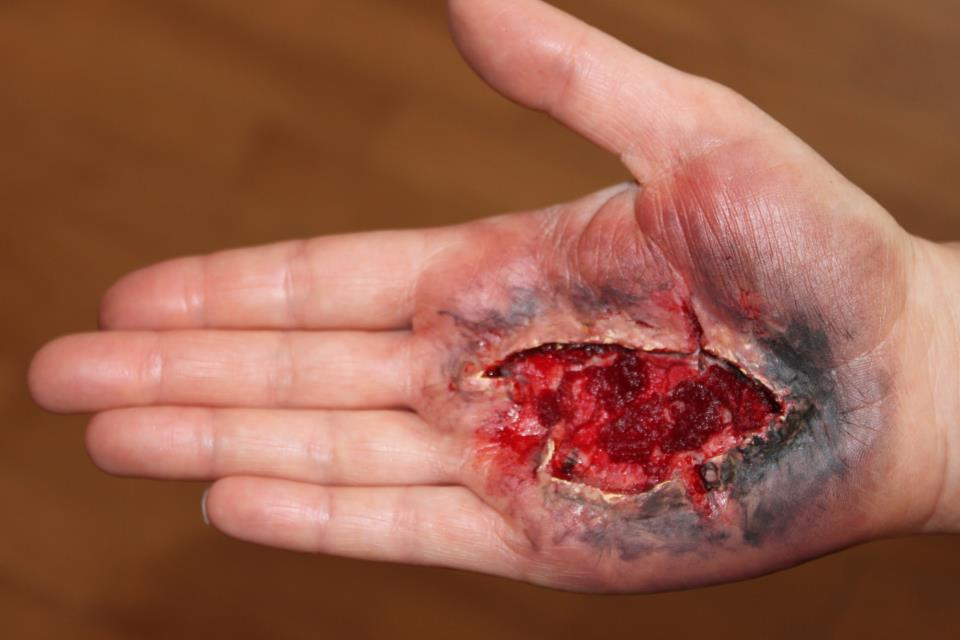
Effet spécial, une main brûlée.
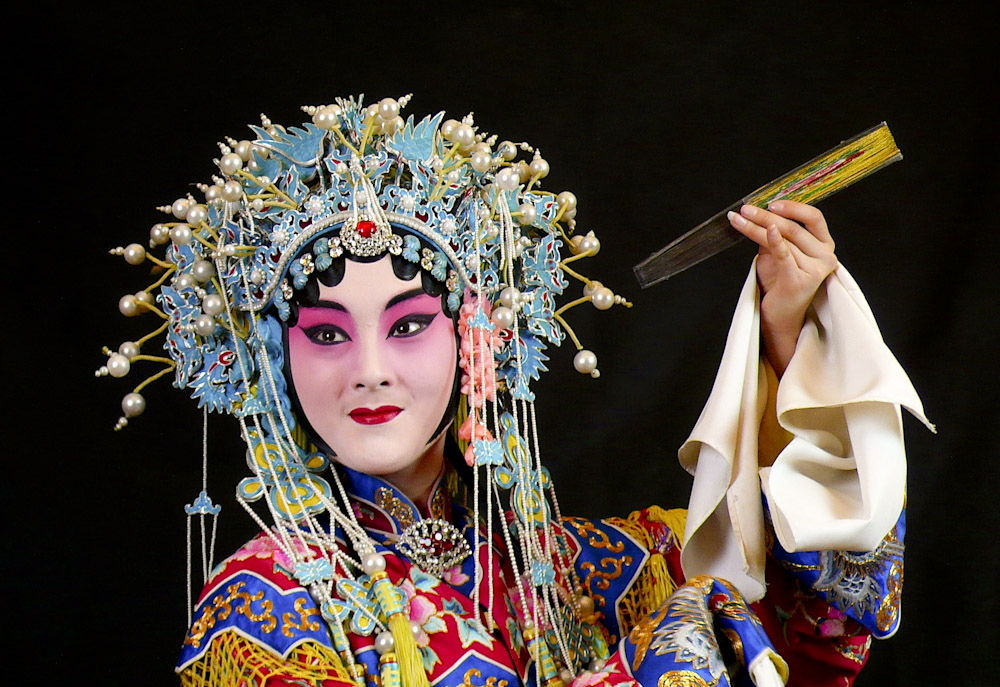
Maquillage du théâtre chinois : concubine ivre, Opéra de Pékin
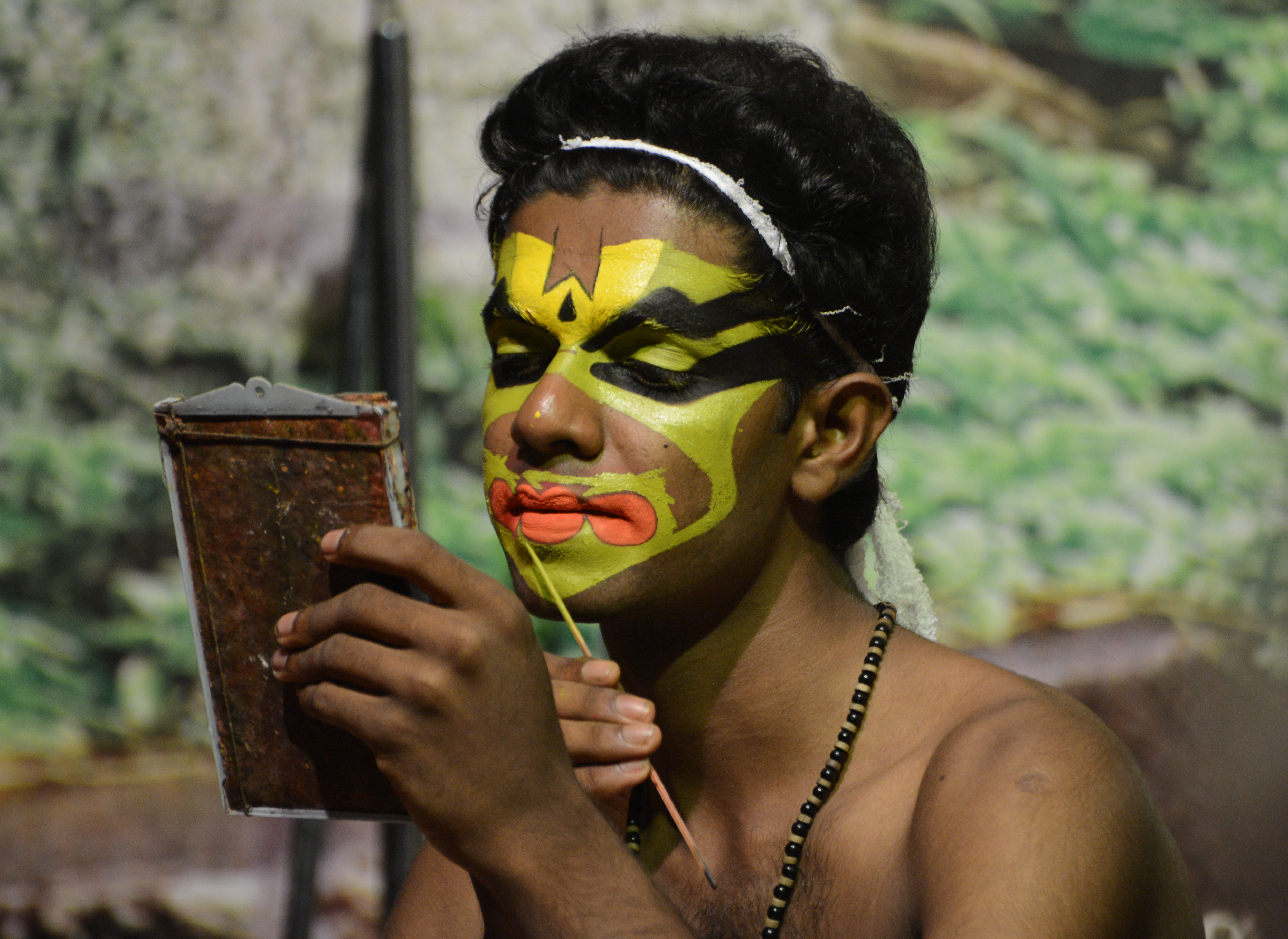
Maquillage kathakali en Inde : les formes et les couleurs du maquillage sont toutes codées.
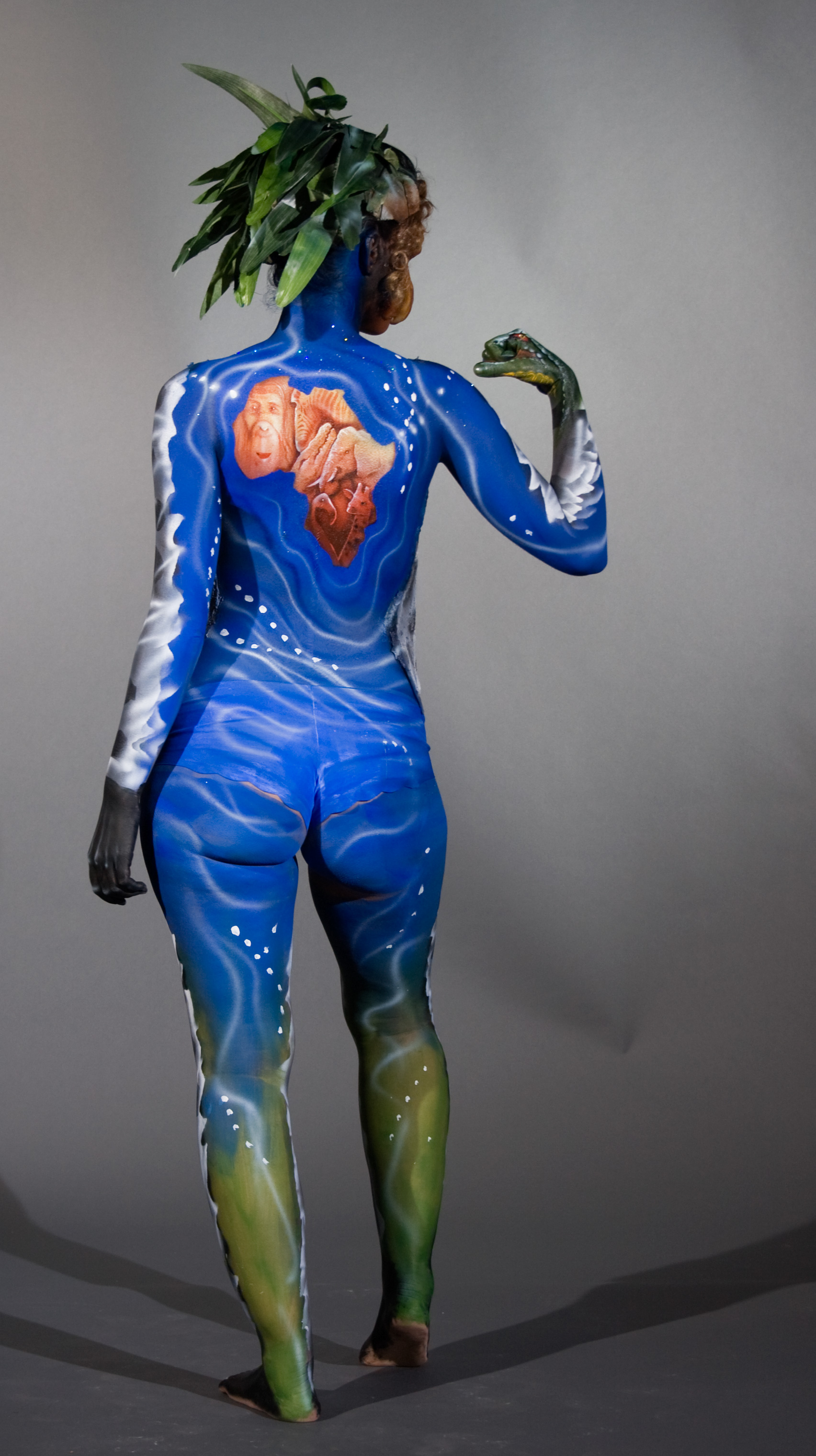
Maquillage corporel
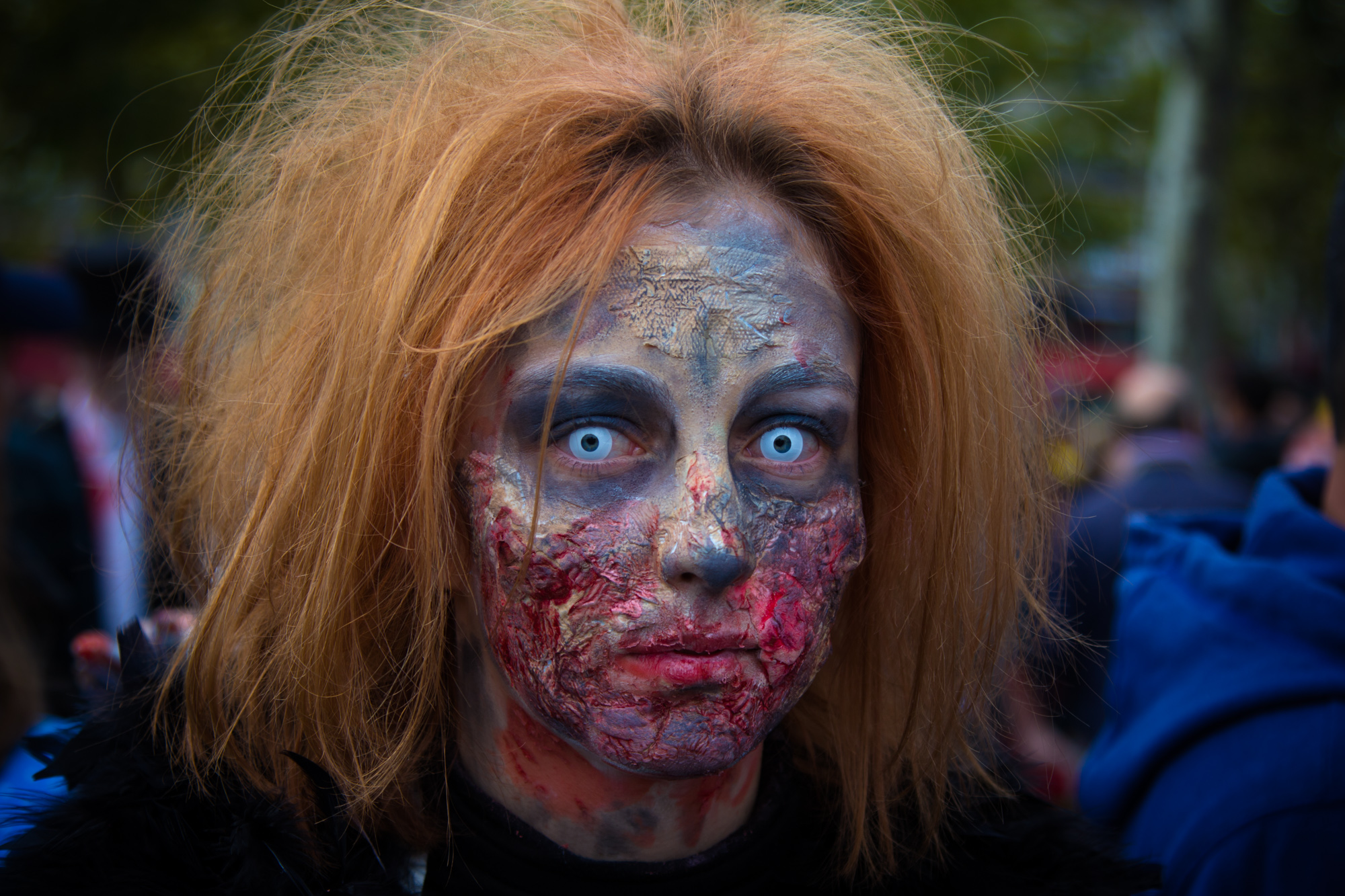
Maquillage de zombie
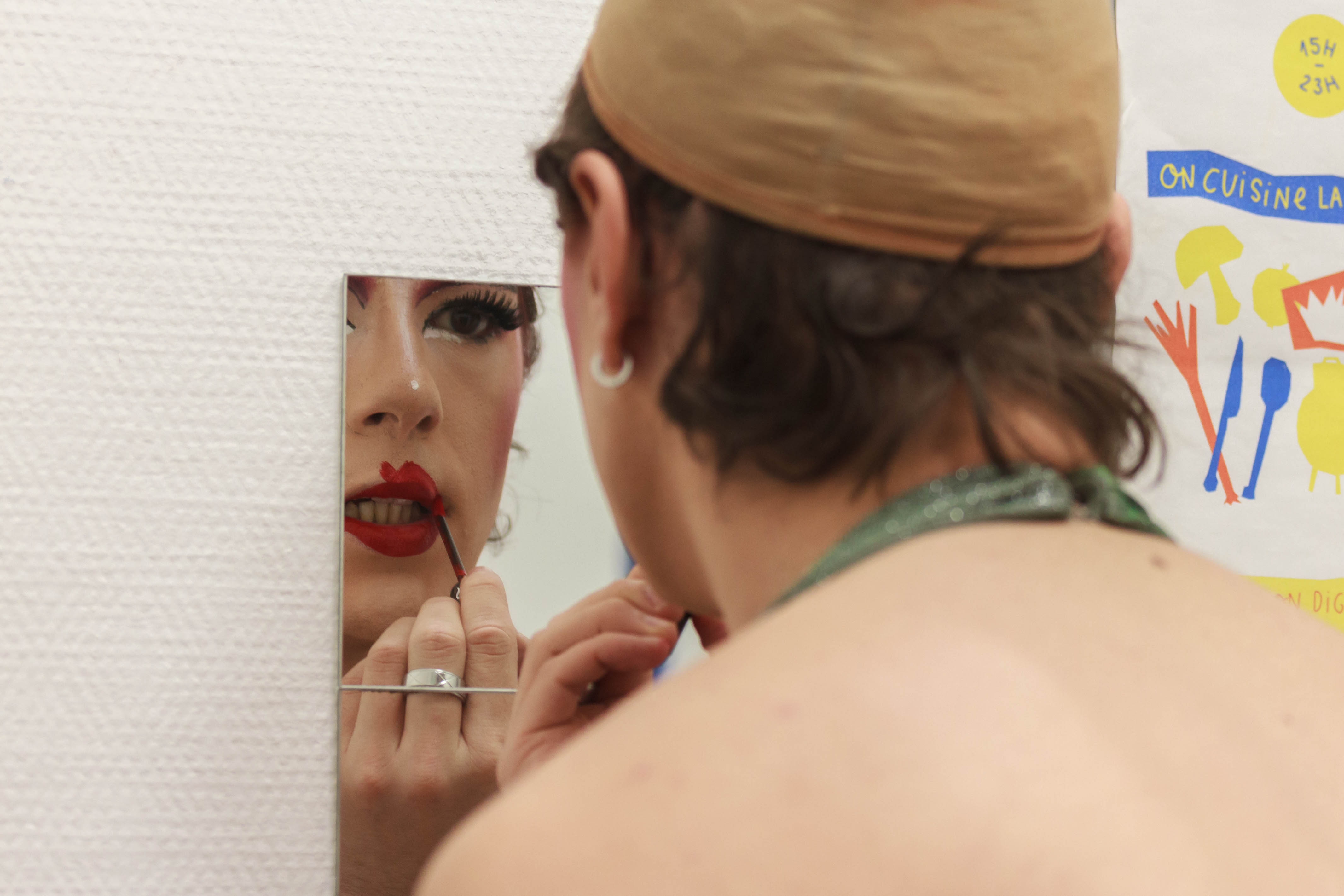
Drag queen se maquillant.